# Partido Lomas de Zamora
Lomas de Zamora ist der Name eines Verwaltungsgebietes (Partido) der argentinischen Provinz Buenos Aires und auch der Name dessen Hauptortes. Es ist Teil des Ballungsraumes Gran Buenos Aires und liegt rund 15 Kilometer südlich des Zentrums der Stadt Buenos Aires.
In dem 89 km² großen Partido leben insgesamt rund  700.000 Menschen. Im Jahrzehnt vor dem letzten Berichtszeitraum nahm die Bevölkerung um etwa drei Prozent zu. Für das Jahr 2007 wurde die Einwohnerzahl auf etwa 620.000 geschätzt.

## Lage
Lomas de Zamora ist im Norden durch den äußerst stark umweltbelasteten Riachuelo-Fluss vom eigentlichen Buenos Aires abgegrenzt. Daneben grenzt Lomas de Zamora Im Nordwesten an das Partido La Matanza, im Osten an das Partido Lanús, im Südosten an das Partido Quilmes, im Süden an das Partido Almirante Brown, und im Westen an das Partido Esteban Echeverría.

## Städte und Ortschaften
Lomas de Zamora ist in sieben Ortschaften und Städte, sogenannte Localidades, unterteilt, welche untereinander und mit den benachbarten Partidos vollkommen verwachsen sind. Nahezu die gesamte Fläche des Partidos ist bebaut. Deshalb wächst die Bevölkerung von Lomas de Zamora seit Jahren dadurch, dass immer höhere Gebäude errichtet werden. Hauptort und Verwaltungssitz des Partido ist die gleichnamige Stadt Lomas de Zamora, in welcher sich auch eine Kathedrale befindet; die größte Stadt des Partidos ist Banfield.
| Localidad        | Einwohner | Fläche km² | EW/km² |
| ---------------- | --------- | ---------- | ------ |
| Banfield         | 223.898   | 28,5       | 7.851  |
| Llavallol        | 41.463    | 11,3       | 3.669  |
| Lomas de Zamora  | 111.897   | 20,0       | 5.589  |
| Temperley        | 111.660   | 15,9       | 7.023  |
| Turdera          | 9.786     | 2,1        | 4.660  |
| Villa Centenario | 49.737    | 5,7        | 8.741  |
| Villa Fiorito    | 42.904    | 5,5        | 7.844  |
| Gesamt           | 591.345   | 89,0       | 6.644  |

## Bildung und Wissenschaft
Die örtliche Universität, die Universidad de Lomas de Zamora (UNLZ), ist eine der größten in Groß-Buenos Aires.

## Sport
Der Lomas Athletic Club zählt zu den Mitbegründern des argentinischen Fußballs. 1893 wurde er der zweite Verein der zu argentinischen Meisterehren kam. Bis 1909 kamen noch fünf weitere Landesmeisterschaften hinzu. Doch die großen Erfolge sollten die Pionierzeit dieses Sportes nicht lange überdauern. Heutzutage vertreten der CA Banfield und CA Los Andes das Viertel in den höchsten argentinischen Fußball-Ligen; höchster Erfolg dieser Vereine war der Gewinn der Apertura 2009 durch den CA Banfield.

## Persönlichkeiten

### Hier geboren
- Alberto Gómez (1904–1973), Schauspieler, Tangosänger und -komponist
- Elvira De Grey’s (1926–1993), Tangosängerin
- Ernesto  (* 1944), Rechtsanwalt und Menschenrechtler
- Hernán Merlo (* 1957), Jazzmusiker
- Patricio Loustau (* 1975), Fußballschiedsrichter
- Emanuel Centurión (* 1982), Fußballspieler
- Florencia Ibarra (* 1983), Handballspielerin
- Mariano Damián Barbosa (* 1984), Fußballspieler
- Daniela Vilar (* 1984), Politikerin und Handballspielerin
- Matías Fritzler (* 1986), Fußballspieler
- Facundo Ferreyra (* 1991), Fußballspieler
- Agustina Albertario (* 1993), Hockeyspielerin
- Leandro Brey (* 2002), Fußballtorhüter